# Sky Full of Song
«Sky Full of Song» es una canción de la banda de indie rock británica Florence and the Machine que fue lanzada el 12 de abril de 2018 como el primer sencillo de su cuarto trabajo de estudio, High As Hope.

## Composición
Florence Welch encontró la inspiración para la canción en mitad del escenario, donde ella, como tantos artistas, expresan estar en otro mundo. Al mismo tiempo, encontró en ese espacio una sensación de soledad una vez que se comienza a actuar. En una entrevista con la revista Rolling Stone, Welch expresaba que "cuando estás actuando te pones tan alto, es difícil saber cómo bajar [...] Existe la sensación de estar abierto, correr sin parar hacia afuera y hacia arriba, y querer que alguien te sostenga quieto, te traiga de vuelta a ti mismo. Es un sentimiento increíble, celestial, pero de alguna manera solitario".

## Posición en listas
| Listas (2018)                         | Posición más alta |
| ------------------------------------- | ----------------- |
| Australia (ARIA)                      | 87                |
| Bélgica-Flandes (Ultratop 50 Singles) | 20                |
| Escocia (Official Charts Company)     | 48                |
| Estados Unidos (Hot Rock Songs)       | 9                 |
| Nueva Zelanda (Recorded Music NZ)     | 6                 |
| Reino Unido (UK Singles Chart)        | 81                |